# Kajakarstwo na Letnich Igrzyskach Olimpijskich 1972
Wyniki zawodów w kajakarstwie na Letnich Igrzyskach Olimpijskich 1972.

## Kajakarstwo

### Mężczyźni
| Konkurencja: | Złoto:                                                          | Srebro:                                                       | Brąz:                                               |
| C-1 1000 m   | Ivan Patzaichin                                                 | Tamás Wichmann                                                | Detlef Lewe                                         |
| C-2 1000 m   | Vladas Česiūnas Jurij Łobanow                                   | Ivan Patzaichin Serghei Covaliov                              | Fedia Damianow Iwan Burczin                         |
| K-1 1000 m   | Ołeksandr Szaparenko                                            | Rolf Peterson                                                 | Géza Csapó                                          |
| K-2 1000 m   | Nikołaj Gorbaczew Wiktori Kratasiuki                            | József Deme János Rátkai                                      | Władysław Szuszkiewicz Rafał Piszcz                 |
| K-4 1000 m   | Jurij Fiłatow Jurij Stecenko Wołodymyr Morozow Walerij Didienko | Aurel Vernescu Mihai Zafiu Roman Vartolomeu Atanasie Sciotnic | Egil Søby Steinar Amundsen Tore Berger Jan Johansen |

### Kobiety
| Konkurencja: | Złoto:                             | Srebro:                       | Brąz:                            |
| K-1 500 m    | Julija Riabczynska                 | Mieke Jaapies                 | Anna Pfeffer                     |
| K-2 500 m    | Ludmiła Pinajewa Kateryna Kuryszko | Ilse Kaschube Petra Grabowski | Maria Nichiforov Viorica Dumitru |

## Kajakarstwo górskie

### Mężczyźni
| Konkurencja: | Złoto:                           | Srebro:                            | Brąz:                            |
| C-1          | Reinhard Eiben                   | Reinhold Kauder                    | Jamie McEwan                     |
| C-2          | Walter Hofmann Rolf-Dieter Amend | Hans-Otto Schumacher Wilhelm Baues | Jean-Louis Olry Jean-Claude Olry |
| K-1          | Siegbert Horn                    | Norbert Sattler                    | Harald Gimpel                    |

### Kobiety
| Konkurencja: | Złoto:           | Srebro:         | Brąz:                |
| K-1          | Angelika Bahmann | Gisela Grothaus | Magdalena Wunderlich |

## Klasyfikacja medalowa
| Klasyfikacja medalowa | Klasyfikacja medalowa | Klasyfikacja medalowa | Klasyfikacja medalowa | Klasyfikacja medalowa | Klasyfikacja medalowa |
| --------------------- | --------------------- | --------------------- | --------------------- | --------------------- | --------------------- |
| Miejsce               | Reprezentacja         | Złoto                 | Srebro                | Brąz                  | Razem                 |
| 1.                    | ZSRR                  | 6                     | 0                     | 0                     | 6                     |
| 2.                    | NRD                   | 4                     | 1                     | 1                     | 6                     |
| 3.                    | Rumunia               | 1                     | 2                     | 1                     | 4                     |
| 4.                    | RFN                   | 0                     | 3                     | 2                     | 5                     |
| 5.                    | Węgry                 | 0                     | 2                     | 2                     | 4                     |
| 6.                    | Austria               | 0                     | 1                     | 0                     | 1                     |
| 6.                    | Holandia              | 0                     | 1                     | 0                     | 1                     |
| 6.                    | Szwecja               | 0                     | 1                     | 0                     | 1                     |
| 9.                    | Bułgaria              | 0                     | 0                     | 1                     | 1                     |
| 9.                    | Francja               | 0                     | 0                     | 1                     | 1                     |
| 9.                    | Norwegia              | 0                     | 0                     | 1                     | 1                     |
| 9.                    | Polska                | 0                     | 0                     | 1                     | 1                     |
| 9.                    | Stany Zjednoczone     | 0                     | 0                     | 1                     | 1                     |